# Atelopus senex
Atelopus senex es una especie de anfibios de la familia Bufonidae. Es endémica de Costa Rica. Su hábitat natural incluye montanos secos y ríos.